# Nederlandsche Historien
Nederlandsche Historien van P.C. Hooft is een monumentaal historiewerk over de geschiedenis van de Nederlandse opstand tegen de koning van Spanje, geschreven van 1628 tot Hoofts overlijden in 1647. Er is geen individuele hoofdpersoon, maar in plaats daarvan een heel volk als held. Het beeld dat in het epos van de opstand wordt geschetst is nog altijd klassiek. 'In de Historiën,' aldus literatuurhistoricus Gerard Knuvelder, 'bereikt de Nederlandse renaissance een van haar hoogste toppen', want het gaat om 'het machtigste prozawerk dat de zeventiende eeuw heeft opgeleverd'.
Kenmerkend is Hoofts gedrongen, beknopte stijl, die als het summum van zijn kunst geldt.

## Ontstaansgeschiedenis
De Romeinse geschiedschrijver Tacitus strekte Hooft ten voorbeeld. Hij besteedde de jaren 1628-1647, de laatste twintig jaar van zijn leven, aan het geschiedwerk, waarvoor hij zich jaren van nauwgezette voorbereiding getroostte: 'met de uiterste zorgvuldigheid,' aldus Knuvelder, heeft Hooft 'de bronnen bestudeerd, de gegevens vergeleken en beoordeeld, de getuigenissen van partijen tegenover elkaar afgewogen, vóór hij ertoe overging de feiten te verhalen en een oordeel uit te spreken met de voorzichtigheid, waarmee een "modern" historicus dat doet.' Hij kwam tot 27 boeken, waarvan er tijdens zijn leven twintig verschenen.

## Inhoud
Het project is strikt wetenschappelijk opgezet naar de normen van de tijd. Er zijn tal van indringende portretten, breed opgezette beschrijvingen van godsdienstvervolging, belegeringen en veldslagen. Bovendien bevat het scherpzinnige politieke en filosofische beschouwingen. Het werk biedt ook een neerslag van Hoofts opvatting over 'wereld- en staatsbestuur, over leven en geschiedenis'.
De eerste twintig boeken behandelen de geschiedenis van 1556, de troonbestijging van Filips II tot 1584, de dood van prins Willem van Oranje. Hooft ordende zijn materiaal rondom wat hij zag als de 'kernpunten in deze historie'

## Schrijfstijl
Literatuurhistoricus Lieven Rens omschrijft de stijl als 'een gesmeed en gehamerd Nederlands à la Tacitus' dat in 'kracht van formulering, mannelijke schoonheid en ritmische gedragenheid zijn gelijke niet heeft.' Het is volgens Knuvelder een ernstig werk en de lezer 'ervaart aan toon en trant' dat Hooft zaken van staat en oorlog behandelt die hem 'ten diepste bekommerden en ter harte gingen.' Daarmee is het nog 'geen saai gewrocht', want Hoofts 'speelse geest' is zichtbaar waar dit gepast is.
De schrijfstijl is afgestemd op de aard van elk onderdeel, 'lyrisch bewogen of dramatisch van expositie', met redevoeringen in de indirecte rede weergegeven. Bovenal munt het werk uit 'in gedrongen stijl - als summum van zijn kunst' - maar geen lichte lectuur. 'Statig en machtig is de stijl', 'prachtig en persoonlijk is de rijke Nederlandse taal', bewogen het gemoed en 'ruimdenkend en veelomvattend de geest'.

## Publicatiegeschiedenis
In 1642 verschenen de eerste twintig boeken. Na Hoofts overlijden verschenen in 1654 nog de laatste zeven voltooide boeken.

## Invloed en waardering
Op voorspraak van Constantijn Huygens beloonde Frederik Hendrik Hooft voor zijn Historien met een zilveren watervat en bekken.
Criticus Conrad Busken Huet zag het meest typerende van Hooft als geschiedschrijver in diens sympathie voor 'heldhaftigheid, deugd, grootheid.' Knuvelder meent dat dit geschiedwerk er 'het meest toe bijgedragen heeft om de voorstelling te vormen, die het grote publiek over de opstand en de Tachtigjarige oorlog bezit.'